# José Ruy
José Ruy Matias Pinto (Amadora, 9 de maio de 1930 – Amadora, 23 de novembro de 2022) foi um pintor, ilustrador e autor de banda desenhada português. É considerado um dos autores da Idade de Ouro da banda desenhada portuguesa, entre as décadas de 1940 e 1960.

## Biografia
Nascido na Amadora a 9 de maio de 1930, José Ruy estudou na escola António Arroyo, onde tirou o curso de desenhador litográfico. Em 1944, aos 14 anos, publicou a sua primeira banda desenhada na revista O Papagaio, sobre o presépio.
Posteriormente, José Ruy foi para O Mosquito, onde começou por fazer legendas e separação de cores antes de se estrear como autor na revista em 1952, com a sua obra "O Reino Proibido". A partir daí, deram-se os primeiros passos de um percurso ímpar, que passou por grandes títulos infanto-juvenis, como "Tintin", "Mundo de Aventuras" e "Spirou", e pela edição de vários álbuns, tendo a sua maioria temáticas históricas, biografias de personalidades nacionais ou internacionais e adaptação de outras obras literárias.
José Ruy adaptou várias obras, como A Peregrinação de Fernão Mendes Pinto, "Os Lusíadas", "Levem-me nesse sonho acordado", "A História da Cruz Vermelha", "As Aventuras de Porto Bomvento" e as biografias de Aristides de Sousa Mendes, de Humberto Delgado e de Carolina Beatriz Ângelo. Apesar de trabalhar em várias áreas ligadas ao desenho, foram nas bandas desenhadas e nas adaptações onde José Ruy se destacou.
Dada a sua formação, José Ruy desenvolveu um sistema de cores mais económico para a impressão dos seus álbuns, de maneira a concorrer com as bandas desenhadas ficcionais estrangeiras que eram mais baratas. Além disso, também escolhia temáticas que serviam melhor aos leitores portugueses a quem se dirigia.
A sua última obra foi "O Heroísmo de uma Vitória", publicada em 2020, e até à sua morte trabalhou na adaptação de "Lendas Japonesas" de Wenceslau de Moraes.
Faleceu na Amadora a 23 de novembro de 2022, aos 92 anos e com quase 80 anos de publicação.
A 11 de julho de 2024, foi agraciado, a título póstumo, com o grau de Grande-Oficial da Ordem do Mérito.